# Óli Björn Kárason

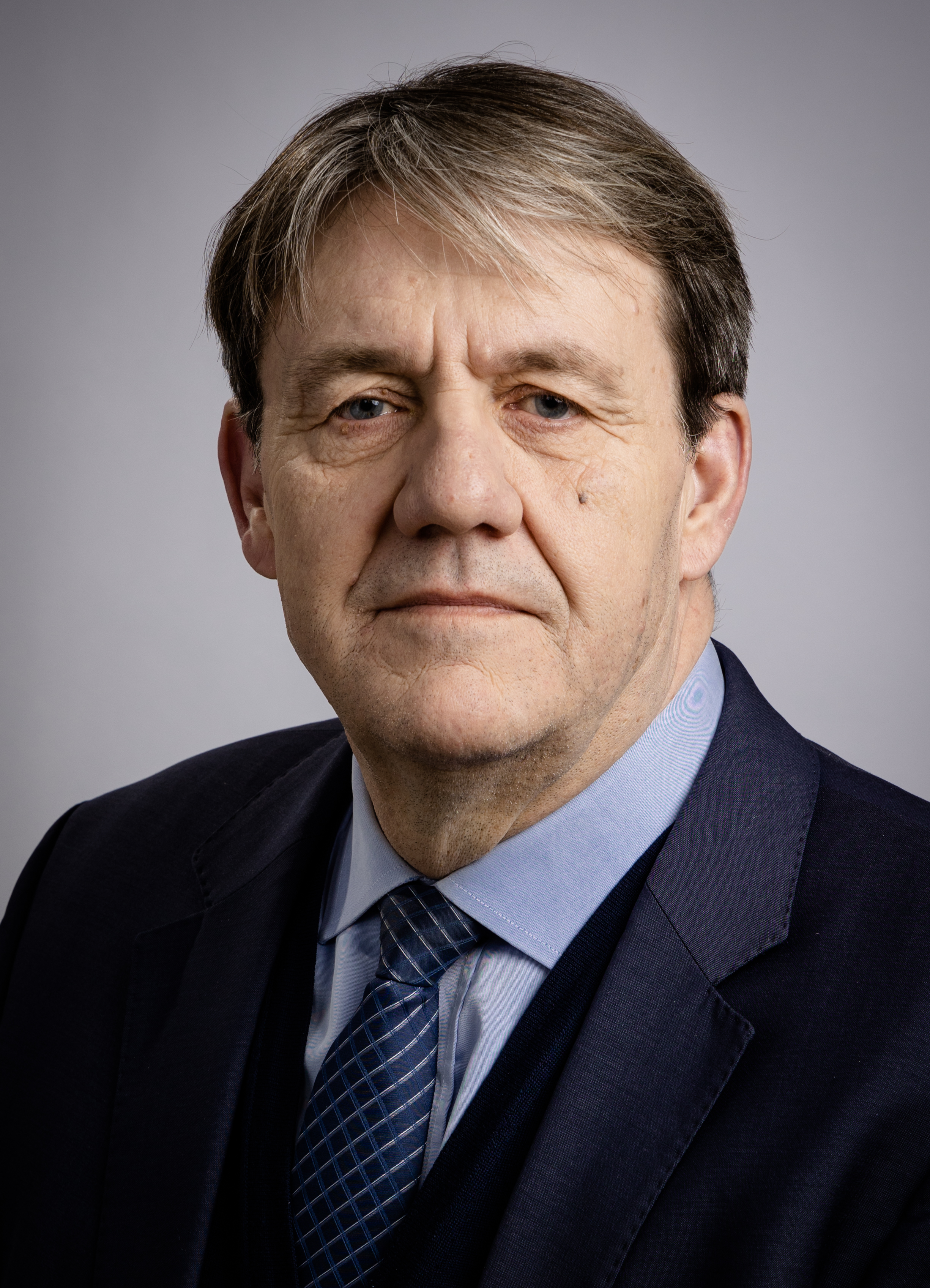
Óli Björn Kárason, 2021

Óli Björn Kárason (* 26. August 1960 in Sauðárkrókur) ist ein isländischer Journalist und Politiker der Unabhängigkeitspartei.

## Leben
Óli Björn Kárason hat Wirtschaftswissenschaft studiert (B.S. der Suffolk University in Boston 1989). Er war als Journalist tätig, unter anderem für das Morgunblaðið. 1994 war Óli Björn Kárason Gründer der Wirtschaftszeitung Viðskiptablaðið und bis 1999 deren Chefredakteur. Von 1999 bis 2003 war er Chefredakteur der Boulevardzeitung DV, danach bis 2007 Herausgeber des Viðskiptablaðið. Er ist Verfasser mehrerer Sachbücher.
Bei der Parlamentswahl vom 29. Oktober 2016 wurde Óli Björn Kárason als Kandidat der Unabhängigkeitspartei für den Südwestlichen Wahlkreis ins isländische Parlament Althing gewählt. Bei der vorgezogenen Parlamentswahl vom 28. Oktober 2017 und bei der Wahl vom 25. September 2021 wurde er wiedergewählt.  Mit Stand vom November 2019 war er Vorsitzender des parlamentarischen Ausschusses für Wirtschaftsangelegenheiten und Handel und gehörte dem Verfassungs- und Aufsichtsausschuss an.
Óli Björn Kárason hat angekündigt, nicht zur Parlamentswahl vom 30. November 2024 anzutreten.

## Werke
- Valdablokkir riðlast. Átök og ferskir straumar í íslensku viðskiptalífi. Nýja bókafélagið, Reykjavík 1999, ISBN 9979-9418-3-9
- Stoðir FL bresta. Ugla, Reykjavík 2008, ISBN 978-9979-651-34-5
- Síðasta vörnin. Hæstiréttur á villigötum í eitruðu andrúmslofti. Ugla, Reykjavík 2011, ISBN 978-9979-651-86-4
- Manifesto hægri manns. Greinasafn. Ugla, Reykjavík 2012, ISBN 978-9935-21-023-4
- Herausgeber: Þeirra eigin orð. Fleyg orð auðmanna, stjórnmálamanna, álitsgjafa og embættismanna í útrásinni. Ugla, Reykjavík 2009, ISBN 978-9979-651-54-3